# شهرستان هونیوان
شهرستان هونیوان (به لاتین: Hunyuan County) یک منطقهٔ مسکونی در چین است که در داتونگ واقع شده‌است. شهرستان هونیوان ۱٬۹۶۵ کیلومتر مربع مساحت و ۳۴۳٬۴۸۶ نفر جمعیت دارد.